# План ФСС
План ФСС (План Фиксированной Спутниковой Службы) — принятый в 1988 году международный стандарт частотных выделений для различных стран. Так для СССР — на трех орбитальных позициях 61Е, 88.1Е, 138.5Е с параметрами, обеспечивающими обслуживание территории СССР. За прошедшие годы ряд государств, образовавшихся в результате распада СССР, получили или подали заявки на получение национальных выделений в Плане ФСС. План фиксированной спутниковой службы соответствует Статье 7 Приложения 30В Регламента радиосвязи.

## Назначение
План ФСС призван обеспечить всем странам на практике гарантии справедливого доступа к геостационарной орбите в полосах частот фиксированной спутниковой службы, подчиненных Плану.
План ФСС предоставляет каждой администрации полосу частот 800 МГц в двух диапазонах:
С-диапазон
6,725-7,025 ГГц — линия вверх (Земля-космос); 4,500—4,800 ГГц — линия вниз (космос-Земля);
Ки-диапазон
12,75-13,25 ГТц — линия вверх (Земля-космос); 10,70—10,95 ГГц и 11,20—11,45 ГГц — линия вниз (космос-Земля).
Срок действия Плана ФСС составляет 20 лет, начиная с даты вступления в силу пересмотренного Приложения 30 В (17 ноября 2007 г.).
Эти полосы частот в соответствии с Регламентом радиосвязи предоставлены также фиксированной и наземной подвижной службам, а также при условии успешной координации фидерным линиям негеостационарных спутниковых сетей, но для геостационарных спутниковых сетей могут использоваться только в рамках Плана ФСС.

## Процедура получения внеплановых частот
Общие положения. Для того чтобы получить возможность использования орбитально-частотного ресурса для любой новой спутниковой системы во внеплановых полосах частот, необходимо выполнить следующие процедуры:
предварительную публикацию;
координацию;
регистрацию;
параллельно осуществляемую «процедуру надлежащего исполнения».
Их успешное завершение ведет к записи частотного присвоения в МСРЧ, специальную базу данных орбитально-частотных присвоений, которая поддерживается Бюро радиосвязи МСЭ. С точки зрения международного права это обеспечивает спутниковой системе статус международного при¬знания и защиты и дает заявляющей администрации право использования орбитальной позиции и частотного ресурса с согласованными техническими параметрами.